# Escuela de San Patricio (Singapur)
La Escuela de San Patricio (en chino: 圣伯特理中学校; en inglés: Saint Patrick's School) es una escuela secundaria para jóvenes católicos en East Coast Road, en el país asiático de Singapur. Se la conoce más comúnmente como St Pat, SPS o San Patricio. Los estudiantes y los antiguos miembros de la institución se llaman a sí mismos patricios o Hijos de San Patricio. La escuela es conocida por su Banda Militar, que se ha destacado a nivel internacional y ha ganado diversos premios. En armonía con la naturaleza católica de la escuela, los estudiantes recitan el Credo de los Apóstoles de la mañana, y el Ángelus al mediodía.